# Stilben
Stilben (prema grč. στίλβειν: sjati, zasjati) ili difeniletilen, C6H5CH=CHC6H5, je aromatsko-alifatski ugljikovodik koji se pojavljuje u dva stereoizomerna oblika (kao cis- i trans-stilben). Koristi se kao svijetleća masa u scintilacijskim brojačima. Derivati stilbena važni su kao bojila te u medicini zbog estrogenoga djelovanja, na primjer stilbestrol.

## Stilbenska bojila
Ovu grupu bojila karakterizira prisutnost stilbenskih grupacija koje se odvode od stilbena, trans-1,2-difeniletilena (I), uz istodobnu prisutnost jedne ili više azo- ili azoksi-grupa. Pripremaju se tako da se u alkalnom mediju kondenzira 5-nitrotoluen-o-sulfonska kiselina (II), bilo sama bilo s drugim aromatskim spojevima (obično arilaminima), ili tako da se prvi produkti koji nastaju obradom 5-nitro-o-toluensulfonske kiseline alkalijama, 4,4'-dinitrostilben-2,2'-disulfonska kiselina (III) i 4,4'-dinitrobibenzil-2,2'-disulfonska kiselina (IV), kondenziraju s arilaminima i aminoazo-spojevima. Često se kondenzacija provodi u prisutnosti reduktivnih sredstava, kao što su to na primjer formaldehid, glukoza i slično. 
Konstitucija stilbenskih bojila je većim dijelom nepoznata ili tek približno poznata; ona se sastoje najčešće od smjesa različitih spojeva. Sva su bojila ove grupe direktna, a neka se upotrebljavaju i za kožu. U nijansama su ograničena na žuto, narančasto, žućkastocrveno i smeđe. Glavni su predstavnici: Curcumin S, C.I. 40000, dobiva se grijanjem 5-nitrotolueno-sulfonske kiseline s otopinom natrijeva hidroksida kojoj se koncentracija postepeno povećava; ako se ta autokondenzacija provodi u prisutnosti formaldehida, dobiva se Stilbengelb 3 GX, C.I. 40001. Siriuslichtorange RRL, C.I. 40235, priprema se kuhanjem alkalne otopine 4,4'-dinitrostilben-2,2'-disulfonske kiseline s monoazo-bojilom p-anisidin-2-sulfonska kiselina  → 2,5-ksilidin; ako se umjesto ksilidina upotrijebi krezidin, nastaje Siriuslichtscharlach 2G, C.I. 40270. Siriuslichtbraun 3R, C.I. 40290, nastaje analogno ako se kao monoazo-bojilo upotrijebi produkt sulfanilna kiselina → a-naftilamin.
Bezbojni derivati diaminostilbendisulfonske kiseline koji fluoresciraju u ultraljubičastom svjetlu, a imaju afinitet prema pamučnom materijalu, mogu služiti kao optička sredstva za bijeljenje. Neki od njih se za tu namjenu uvelike upotrebljavaju, tako na primjer Blankophor B, C.I. 40620; dobiva se reakcijom cijanurklorida prvo s diaminostilbendisulfonskom kiselinom, pa s anilinom.

## Vanjske poveznice
|  | Zajednički poslužitelj ima još gradiva o temi Stilben |